# Ruen
Ruen (in bulgaro Руен?) è un comune bulgaro situato nel distretto di Burgas di 35 642 abitanti (dati 2009).

## Località
Il comune è formato dall'insieme delle seguenti località:
- Bilka
- Cheresha
- Dăskotna
- Djulja
- Dobra Poljana
- Dobromir
- Dropla
- Jabălčevo
- Jasenovo
- Kamenjak
- Karavel'ovo
- Listec
- Ljuljakovo
- Mrežičko
- Planinica
- Podgorec
- Preobraženci
- Pripek
- Prosenik
- Razbojna
- Răžica
- Rečica
- Rožden
- Rudina
- Ruen (sede comunale)
- Rupča
- Sini Rid
- Šivarovo
- Skalak
- Sneža
- Snjagovo
- Sokolec
- Sredna Mahala
- Struja
- Topčijsko
- Trănak
- Višna
- Vresovo
- Zaimčevo
- Zajčar
- Zvezda